# حسن‌لی (سینجیک)
حسن‌لی (انگلیسی: Hasanlı) (به کردی: Hesencûbor) یک منطقه مسکونی در ترکیه است که در استان آدیامان و در ناحیه سینجیک واقع شده است.